# Liste des châteaux de Falkirk
Cette liste recense les principaux châteaux du council area de Falkirk en Écosse.

## Liste
| Nom                   | Type         | Date                | Condition           | Propriétaire      | Localisation                             | Notes                                | Image |
| --------------------- | ------------ | ------------------- | ------------------- | ----------------- | ---------------------------------------- | ------------------------------------ | ----- |
| Château d'Airth       | Maison-tour  | XVIe – XIXe siècles | Transformé en hôtel | Privé             | Airth, 56° 03′ 42″ N, 3° 46′ 14″ O       |                                      | Airth |
| Château d'Almond      | Maison-tour  | XVe siècle          | En ruines           |                   | Linlithgow, 55° 58′ 38″ N, 3° 40′ 25″ O  | Également appelé château de Haining. |       |
| Château de Blackness  | Château fort | XVe siècle          | Restauré            | Historic Scotland | Linlithgow, 56° 00′ 21″ N, 3° 30′ 53″ O  |                                      |       |
| Château de Castlecary | Maison-tour  | XVe siècle          | Préservé            |                   | Castlecary, 55° 58′ 31″ N, 3° 56′ 45″ O  |                                      |       |
| Tour d'Elphinstone    | Maison-tour  | XVe siècle          | En ruines           |                   | Elphinstone, 55° 55′ 04″ N, 2° 58′ 36″ O |                                      |       |